# Foledrina
Foledrina, também conhecida como 4-hidroxi-N-metilanfetamina, (nomes comerciais: Paredrinol, Pulsotyl, Veritol, entre outros) é um medicamento simpaticomimético usado em colírios tópicos para provocar a dilatação da pupila (midríase). Também é usada para diagnosticar a síndrome de Horner.
Em 2004, continuava a ser comercializada apenas na Alemanha.

## Farmacologia

### Farmacodinâmica
A foledrina é descrita como um agente simpaticomimético, anti-hipotensivo [en] e semelhante à efedrina.

## Química
A 4-hidroxi-N-metilanfetamina é um derivado da fenetilamina e da anfetamina.
É estruturalmente relacionado à metanfetamina (N-metilanfetamina), norfoledrina (4-hidroxianfetamina), oxilofrina (4,β-di-hidroxi- N-metilanfetamina) e tiramina (4-hidroxifenetilamina).
É usada farmaceuticamente como sulfato de sódio.
O coeficiente de partição (log P) previsto da foledrina varia de 1,12 a 1,7.

## História
A foledrina foi sintetizada em 1951.

## Outras drogas
A foledrina (4-hidroximetanfetamina) também é um metabólito importante da metanfetamina.